# HaKokhav HaBa LaEurovizion 2020
A 2020-as HaKokhav HaBa egy izraeli tehetségkutató műsor, melynek keretein belül a közönség kiválasztja, hogy melyik előadó és dal képviselje Izraelt a 2020-as Eurovíziós Dalfesztiválon, Hollandiában. A 2020-as HaKokhav HaBa lesz a hatodik izraeli nemzeti döntő. A műsor 2019. november 20-án kezdődött.

## A zsűri és a műsorvezetők
A műsor zsűriében foglal helyet ezúttal is Asaf Amdursky, Keren Peles, Shiri Maimon valamint Static & Ben-El Tavori. A tavalyi évadhoz képest változás, hogy Itay Levy is a zsűriben értékeli a produkciókat. Az előző években Harel Skaat felelt meg ennek a célnak.
A tehetségkutató műsor házigazdájának szerepét Assi Azar és Rotem Sel látják el. Assi társműsorvezetője volt a 2019-es Eurovíziós Dalfesztiválnak, valamint a kezdetek óta műsorvezetője a HaKokhav HaBanak. Rotem pedig ezúttal hatodjára látja el ezt a feladatot.

### Külső hivatkozások
- 🅦 Weboldal
- Facebook
- Instagram